# بادخورک سلیم‌علی
بادخورک سلیم‌علی (نام علمی: Apus salimalii) نام یک گونه از سرده بادخورک‌ها است.